# Best Time Ever with Neil Patrick Harris
 (août 2016).
Si vous disposez d'ouvrages ou d'articles de référence ou si vous connaissez des sites web de qualité traitant du thème abordé ici, merci de compléter l'article en donnant les références utiles à sa vérifiabilité et en les liant à la section « Notes et références ».

Best Time Ever with Neil Patrick Harris est une série de variété de télévision en direct aux États-Unis adapté de la série de variétés britannique Ant & Dec's Saturday Night Takeaway. 
Le spectacle est présenté et produit par Neil Patrick Harris. Nicole Scherzinger en est la co-animatrice. La série a été diffusée du 15 septembre 2015 jusqu'au 3 novembre 2015. Le 15 décembre 2015, il est annoncé que le show est annulé après une saison.

## Présentation
| Titre original :          | Best Time Ever Neil Patrick Harris                                                       |
| ------------------------- | ---------------------------------------------------------------------------------------- |
| Genre :                   | Entertainment Television                                                                 |
| Présenté par :            | Neil Patrick Harris                                                                      |
| Pays d'origine :          | États-Unis                                                                               |
| Langue origine :          | Anglais                                                                                  |
| Nombre de saisons :       | 1                                                                                        |
| Nombre d'épisodes :       | 8                                                                                        |
| Producteurs exécutives :  | Neil Patrick Harris Siobhan Green Anthony McPartlin Orly Adelson Declan Donnelly         |
| Durée :                   | 44 minutes                                                                               |
| Compagnie de production : | Bill's Market & Television Productions ITV (réseau de télévision) Prédiction Productions |
| Chaine d'origine :        | NBC                                                                                      |
| Format d'image :          | 1080i (HDTV)                                                                             |
| Diffusions :              | 15 septembre 2015 - 3 novembre 2015                                                      |

## Épisodes
| No | Invité annoncé    | Chantez en direct Invité / Chanson      | D'autres invités                             | Date de diffusion originale | Visionneurs américains (millions) |
| -- | ----------------- | --------------------------------------- | -------------------------------------------- | --------------------------- | --------------------------------- |
| 1  | Reese Witherspoon | Gloria Gaynor I Will Survive            | Carson Daly                                  | 15 septembre 2015           | 6.60                              |
| 2  | Alec Baldwin      | Bonnie Tyler Total Eclipse of the Heart | Seth Meyers                                  | 22 septembre 2015           | 5.91                              |
| 3  | Tyler Perry       | Cee Lo Green Forget You                 | Michael Long                                 | 29 septembre 2015           | 5.99                              |
| 4  | Shaquille O'Neal  | Gloria Estefan Conga                    | Andy Cohen , Bethenny Frankel & Zachary Levi | 6 octobre 2015              | 4.45                              |
| 5  | Jack Black        | The B-52's Love Shack                   | Matt Lauer & Savannah Guthrie                | 13 octobre 2015             | 4.48                              |
| 6  | Reba McEntire     | OMI Cheerleader                         | Drew Scoot & Jonathan Scott                  | 20 octobre 2015             | 4.81                              |
| 7  | Kelly Ripa        | Ray Parker, Jr. Ghostbusters            | Meredith Vieira                              | 27 octobre 2015             | 4.18                              |
| 8  | Kelsey Grammer    | Backstreet Boys I Want It That Way      | Apolo Ohno & David Alan Grier                | 3 novembre 2015             | 5.06                              |